# Loma Mango
Loma Mango är en ort i Mexiko.   Den ligger i kommunen Santa María Chilchotla och delstaten Oaxaca, i den sydöstra delen av landet, 290 km öster om huvudstaden Mexico City. Loma Mango ligger 92 meter över havet och antalet invånare är 255.
Terrängen runt Loma Mango är varierad. Runt Loma Mango är det ganska tätbefolkat, med 65 invånare per kvadratkilometer. Närmaste större samhälle är San José Independencia, 8,0 km sydost om Loma Mango. I omgivningarna runt Loma Mango växer i huvudsak städsegrön lövskog.